# Бугрім Григорій Васильович
Григорій Васильович Бугрим (нар. 14 жовтня 1942, с. Лагодинці) — Заслужений тренер України. Заслужений працівник фізичної культури і спорту України.

## Освіта
- Хмельницьке педагогічне училище закінчив 1961 року.
- Кам'янець-Подільський педагогічний інститут закінчив 1971 року.

## Кар'єра
- З 1961 року працює у сфері фізичного виховання і спорту вчителем фізичного виховання: в ЗОШ м. Хмельницького, м. Феодосії, м. Одеси, ГРВ в Німеччині; тренером в Одеському, Закарпатському, Хмельницькому центрах «Інваспорт».
- З 2000 року працює на посаді заступника начальника Хмельницького центру «Інваспорт» та виконує обов'язки директора ОДЮСШІ центру «Інваспорт».

## Найкращі вихованці
- Антонюк Володимир — український футболіст, триразовий чемпіон і срібний призер літніх Паралімпійських ігор.
- Девлиш Олександр — український футболіст, призер Паралімпійських ігор 2012 року у Пекіні.
- Середін Даніїл — бронзовий призер Всесвітніх ігор з легкої атлетики в Англії у 1997 році на 1500 м, чемпіон світу у 1998 році та чемпіон Паралімпійських ігор в Австралії у 2000 році.
- Онуфрієнко Андрій — багаторазовий призер чемпіонатів України,  Європи, світу та Паралімпійських ігор.
- Трушев Віталій — український футболіст, призер літніх Паралімпійських ігор 2012 року у Пекіні.

## Нагороди та відзнаки
- Грамота Міністерства освіти України;
- Грамота українського центру «Інваспорт»;
- Грамота міського і обласного управлінь з фізичної культури і спорту міст Хмельницького та Одеси;
- Подяка КМУ за вагомий внесок у забезпечення підготовки та успішного виступу національної збірної команди України на XIII літніх Паралімпійських іграх у 2008 році у м. Пекін.